# Abraham Tillier (Politiker, 1634)

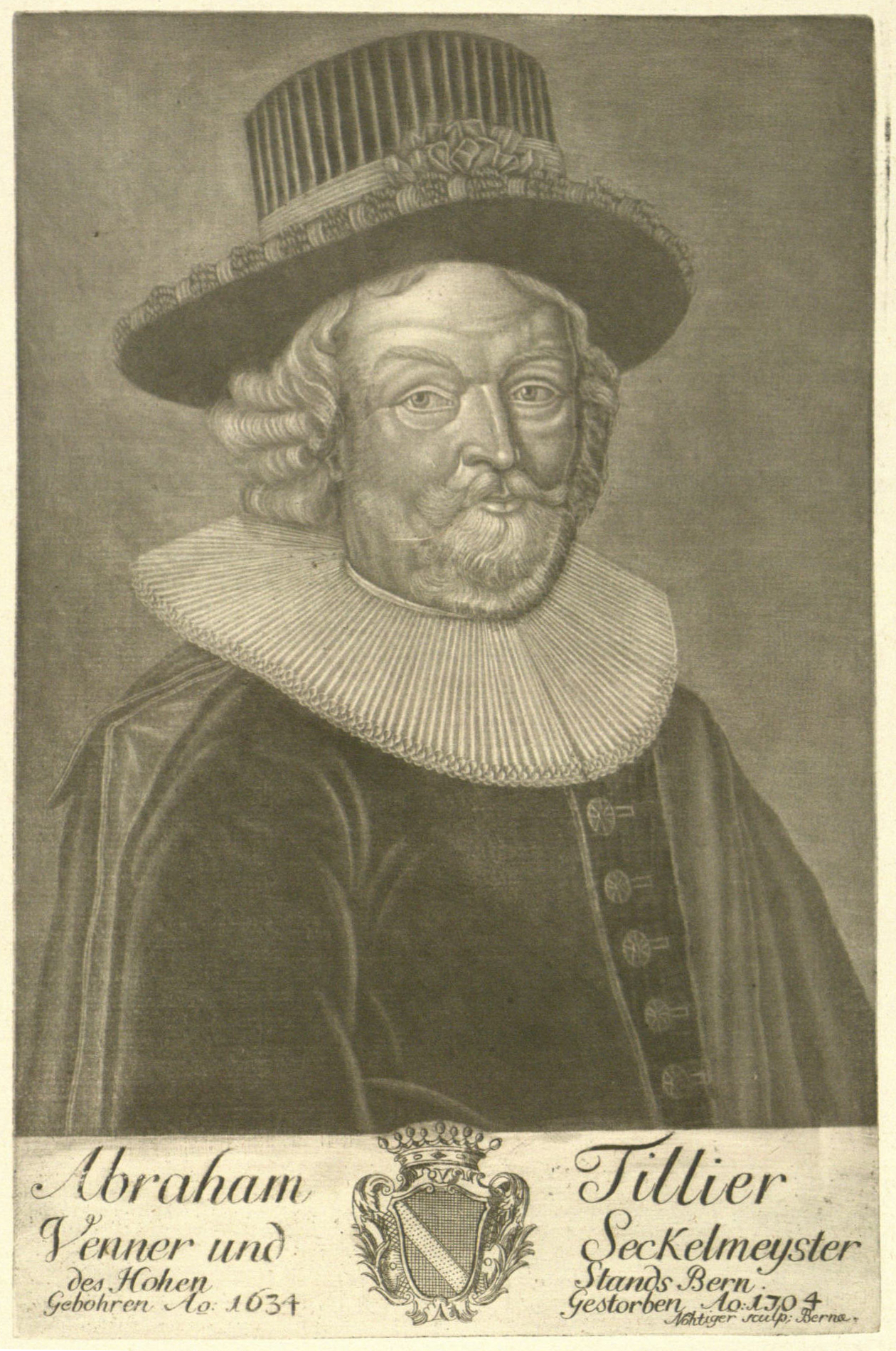
Abraham Tillier, Aquatinta von Johann Ludwig Nöthiger (um 1740)

Abraham Tillier (* 2. November 1634 in Thalheim; † 2. Juli 1704 in Bern) war ein Schweizer Politiker.

## Leben
Tillier war Sohn des gleichnamigen Abraham Tillier und wurde 1657 Mitglied des bernischen Grossen Rates, 1663 Obervogt von Schenkenberg, 1673 Mitglied des Kleinen Rats, 1678 Welschseckelmeister, 1689 und 1697 Venner zu Pfistern. 1698 war Tillier Vorsitzender der Religionskammer.